# Kostel Krista Dělníka a Panny Marie Lurdské (Atlántida)
Kostel Krista Dělníka a Panny Marie Lurdské (španělsky Iglesia de Cristo Obrero y Nuestra Señora de Lourdes) je římskokatolický kostel v Uruguayi. Nachází se v Estación Atlántida, části města Atlántida v departementu Canelones, přibližně 40 km severovýchodně od Montevidea. 
Vysvěcen byl v roce 1960. Pro svoji výjimečnou architekturu byl v roce 2021 zařazen mezi světové kulturní dědictví UNESCO.
Autorem návrhu je inženýr a architekt Eladio Dieste (1917–2000). Stěny i střecha stavby mají vlnitý tvar. Veškeré konstrukce jsou z vyztuženého cihelného zdiva, nejsou zde žádné sloupy či vazníky. Vedle samotného kostela stojí 15 metrů vysoká zvonice, taktéž z cihel. Chrám má jednu hlavní loď o rozměrech 30 × 16 metrů.

## Galerie

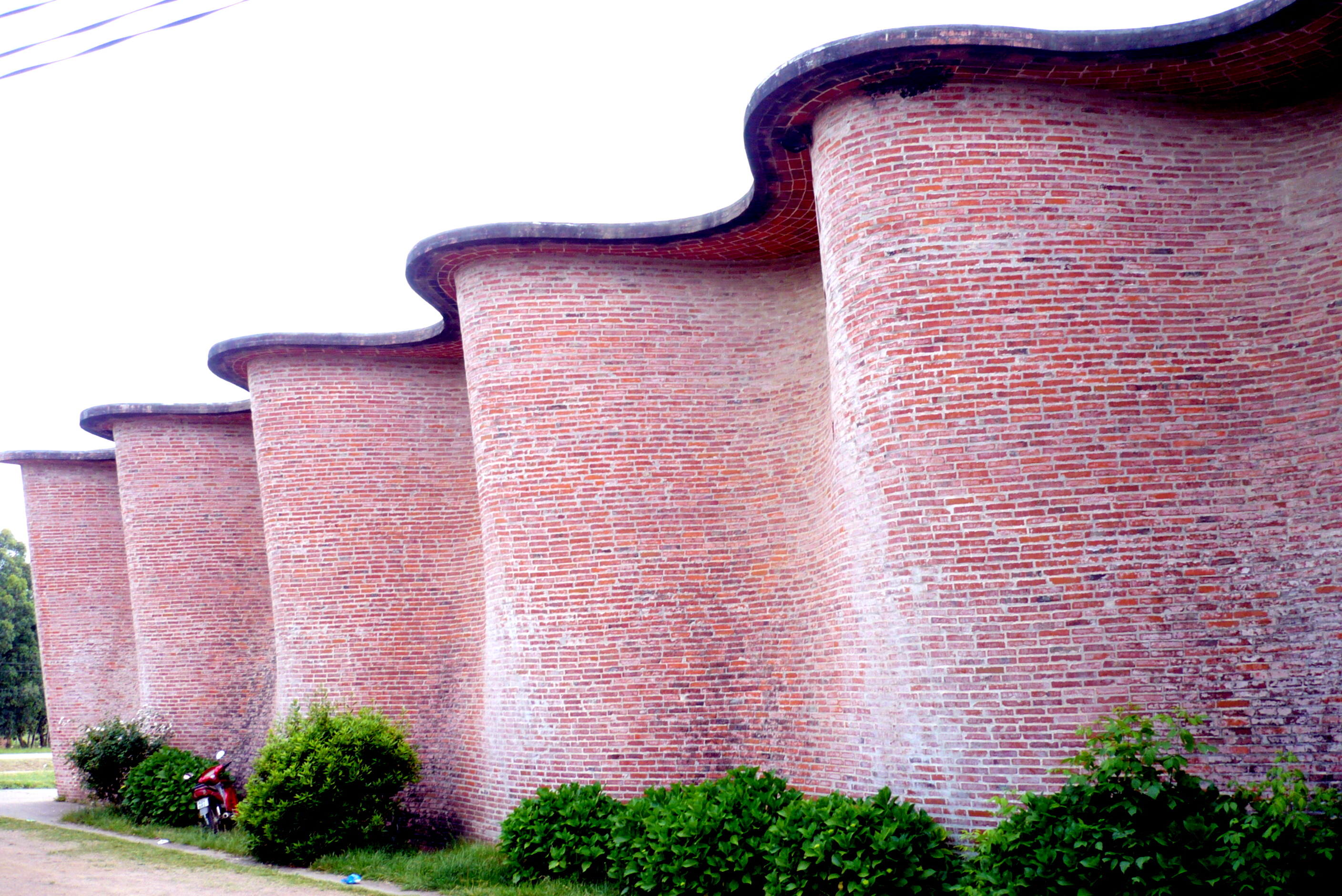
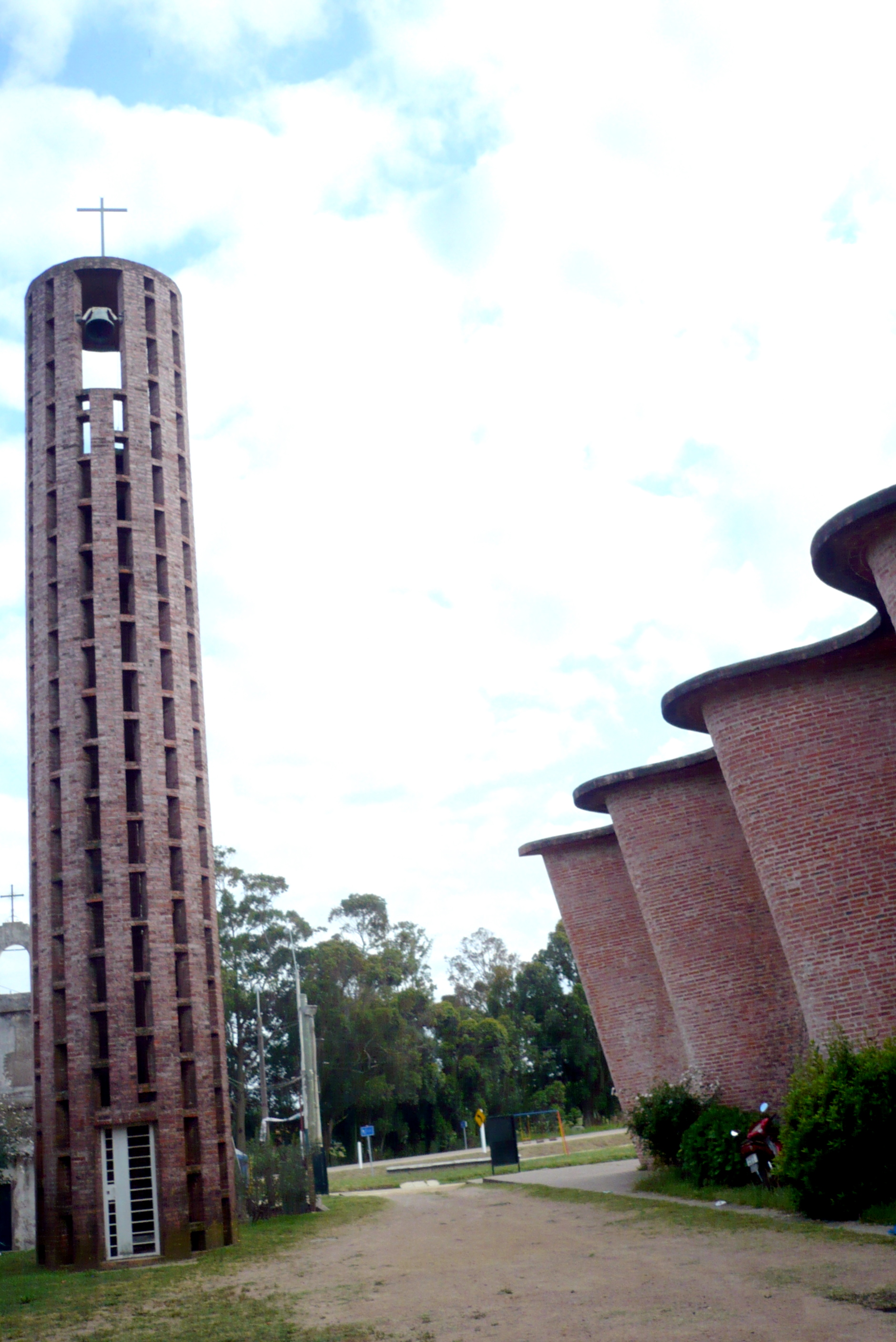
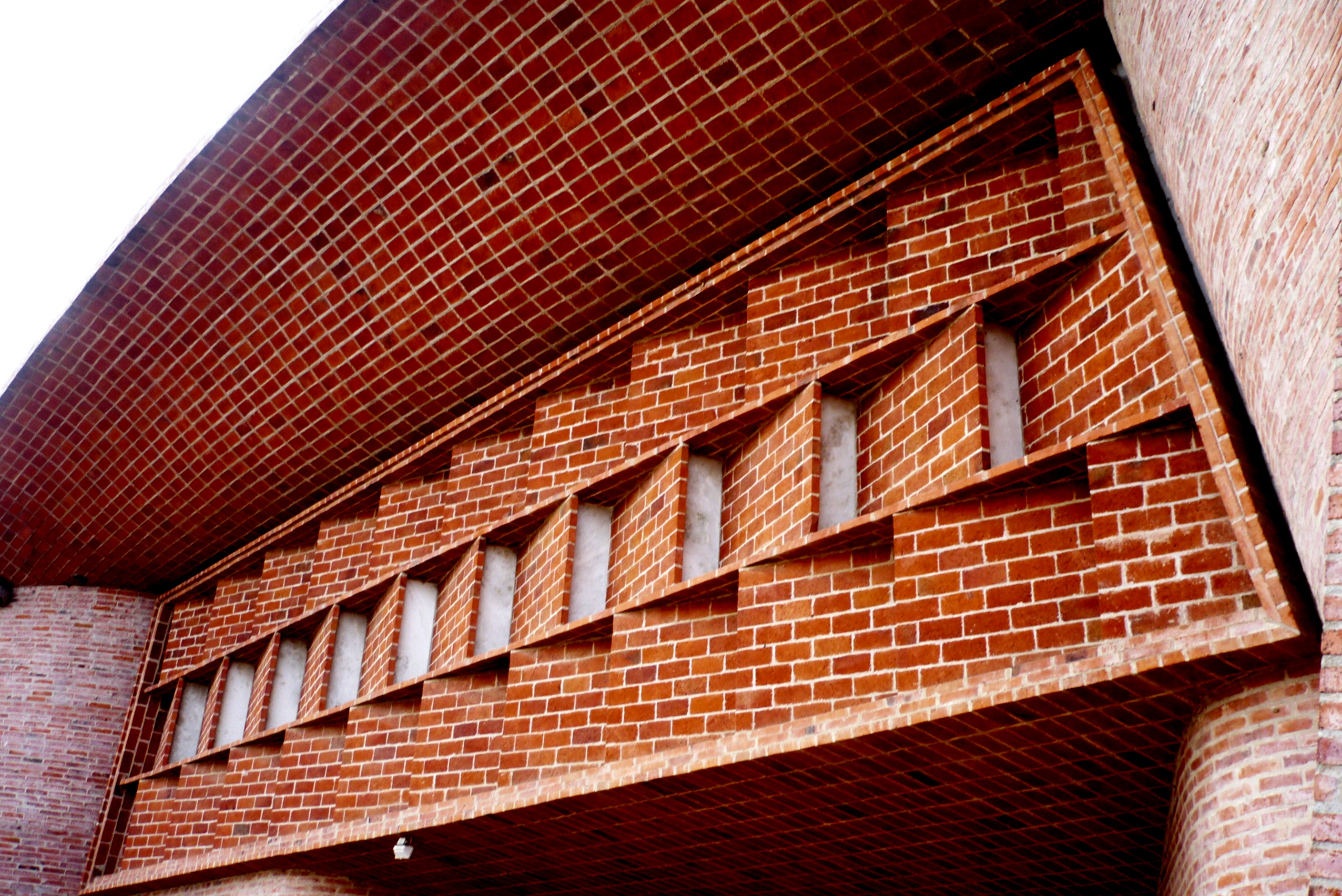
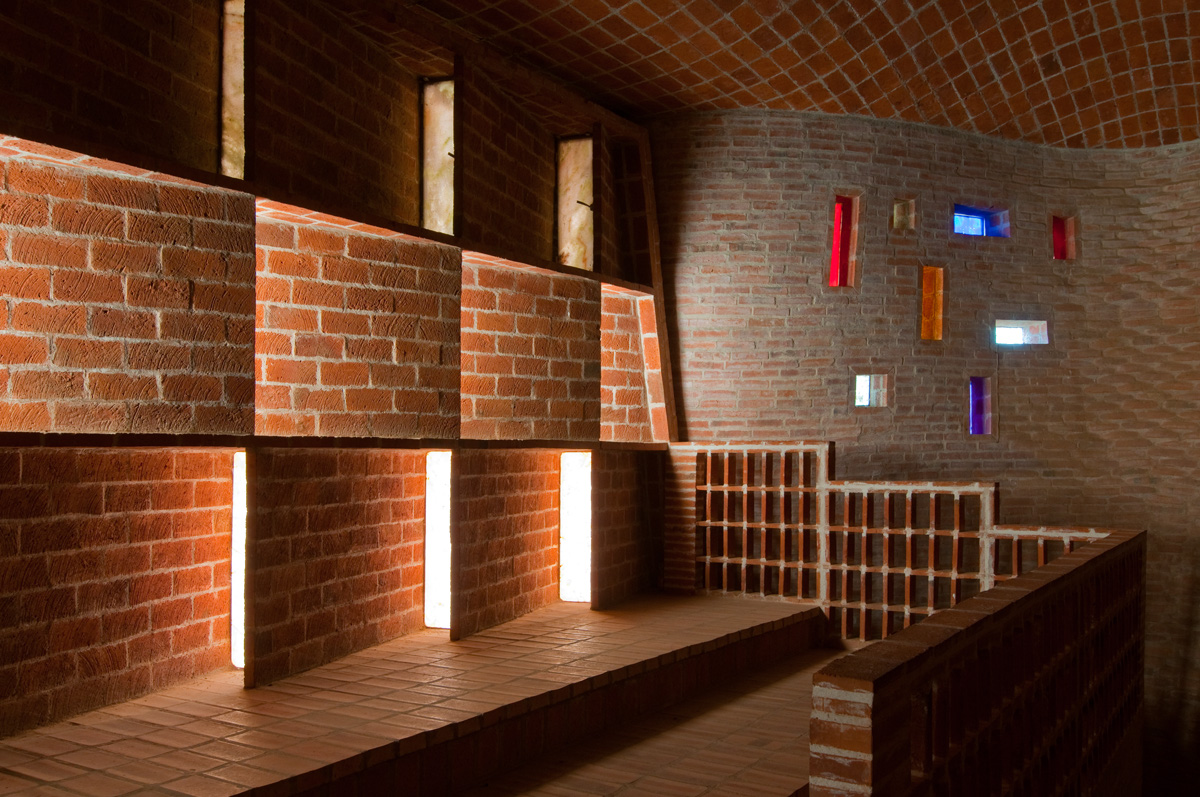
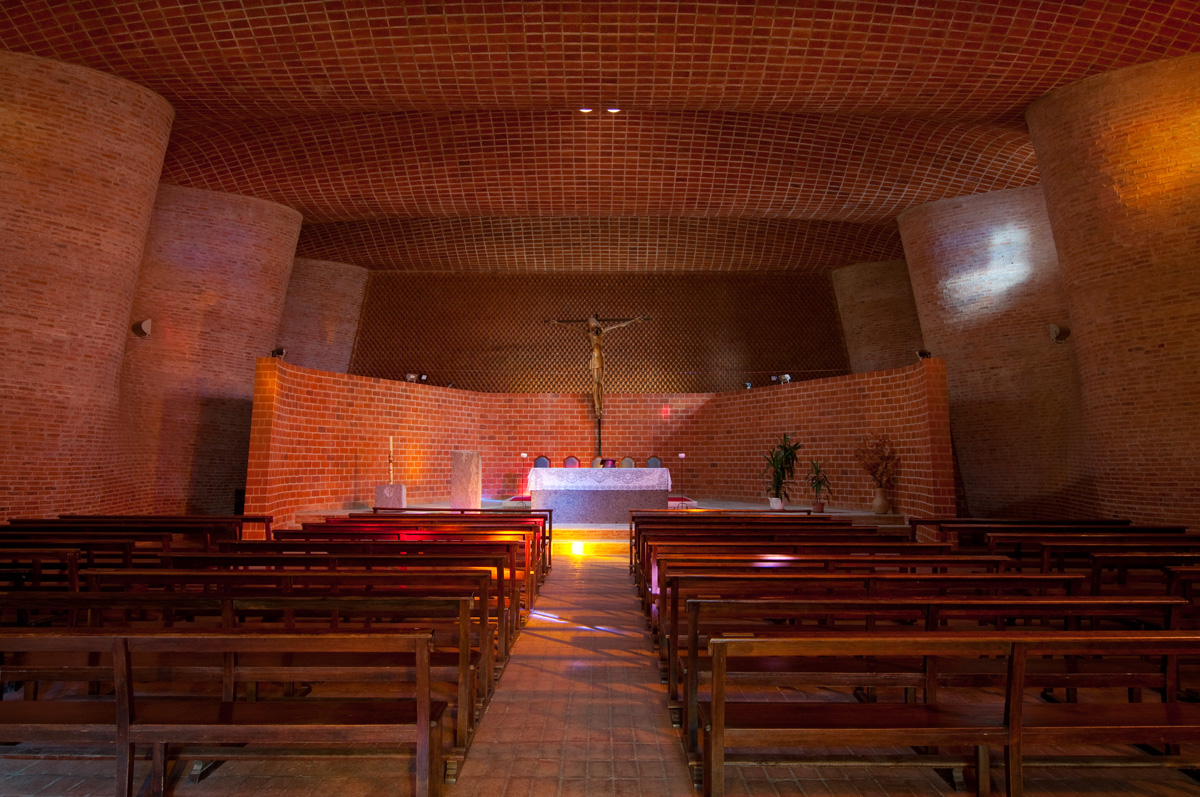